# Luca Cubeddu
(Luca Cubeddu, Bidu nd'happo de rosa et giuttu in manu)
Padre Luca Cubeddu, nato Luca Pio Cubeddu [non è attestato; nato Giovanni Giuseppe; Luca era cognome, non nome] (Pattada, 19 marzo 1748 – Oristano, 1828), è stato un poeta e predicatore italiano di lingua sarda.

## Biografia
Nato a Pattada da un'umile famiglia era il primo di cinque fratelli: la mamma si chiamava Maddalena Deroma e il padre Gian Luca [solo Giovanni].
Da bambino fu pastore ma diede già da allora diverse dimostrazioni della sua attitudine alla poesia. Crescendo, poi, la sua fama di piccolo poeta si diffuse nel circondario e alcuni sacerdoti consigliarono la famiglia affinché il fanciullo venisse istruito.
A undici anni fu mandato a studiare alle Scuole Pie di Sassari e a sedici espresse per la prima volta il desiderio di diventare sacerdote. A ventidue anni, nel 1771, prese a Pattada i primi voti religiosi e nel 1773 fu ordinato sacerdote dal vescovo di Sassari Giuseppe Maria Incisa col nome di Padre Giuanne Pedru nonostante fosse conosciuto da tutti come Padre Luca (nome del padre)[Luca è cognome; non venne ordinato sacerdote a Sassari, ma nella casa degli Scolopi di Cagliari]. Insegnò grammatica latina per qualche anno nelle scuole aperte dagli Scolopi a Sassari, Tempio Pausania, Oristano, Isili e Cagliari. Visse tranquillamente per qualche anno, finché non ci fu una morte in chiesa e qualcuno diede la colpa proprio a lui [manca la fonte]. Si diede perciò alla macchia tra le campagne di Pattada e Bitti. Si dice che per anni, ogni domenica, diceva messa sotto una quercia dopo aver chiamato a raccolta tutti i banditi della zona [semplice leggenda]. Negli ultimi anni di vita [dal 1804 al 1828, anno della sua morte, ad Oristano] ritornò alla vita religiosa continuando a predicare ed insegnare.

## Le sue opere più importanti
- Su cuccu e sa rondine (Il cucculo e la rondine). Su leone e s'ainu (Il leone e l'asino). Protesta de amore (Protesta d'amore). Sa femina onesta (La donna onesta).
- Sa congiura iscoberta de sos troianos madamizantes: dramma sardu (La congiura scoperta dei troiani: dramma sardo).
- Sa famosa Giuditta (La famosa Giuditta). Su rusignulu (L'usignolo). Ottava rima sarrada (Ottava rima serrata).
- Apollo (Apollo). Sa dama incantadora (La dama incantatrice). Poesias sardas (Poesie sarde).
- Lodes de sa bellesa (Lodi della bellezza)
- Sos piagheres mundanos: cantigu in limba sarda logudoresa (I piaceri mondani: cantico in lingua sarda logudorese).
- Sa potenzia de Deus, o siat Veridade e grandesa de sa religione cristiana: cantigu cumpostu in limba sarda logudoresa (La potenza di Dio, ossia Verotà e grandezza della religione cristiana: cantico composto in lingua sarda logudorese).
- Sa rosa (La rosa). Sas tres rosas (Le tre rose). S'amante e sas deas de parnasu (L'amante e le dee del parnaso).
- A nobilissima dama incantadora (A nobilissima dama incantatrice). Esagerazione amorosa (Esagerazione amorosa). Apollo cun sas musas d'Elicona (Apollo con le muse di Elicona).

| Controllo di autorità | VIAF (EN) 50600355 · SBN SBLV167373 · LCCN (EN) n83123949 |